# Ian Maatsen
Ian Ethan Maatsen (* 10. März 2002 in Vlaardingen) ist ein niederländischer Fußballspieler. Der Linke Außenverteidiger steht in England bei Aston Villa unter Vertrag und ist Nachwuchsnationalspieler.

## Laufbahn im Verein
Maatsen wurde im rund 70.000 Einwohner zählenden Vlaardingen, einer Stadt in der Nähe von Rotterdam, geboren und spielte für den ortsansässigen Verein SV CWO. Rotterdam hat mit Feyenoord, Sparta und Excelsior drei Profivereine, wobei ersterer zusammen mit Ajax Amsterdam sowie der PSV Eindhoven zu den größten niederländischen Vereinen zählt. Maatsen genoss bis 2013 seine Ausbildung in der Akademie Feyenoords, bevor er schließlich zum Stadtrivalen Sparta wechselte. Zwei Jahre später ging es weiter nach Eindhoven, wo er für drei Jahre in den Jugendmannschaften der PSV aktiv war. Ian Maatsen wechselte dann mit 16 Jahren nach England zum FC Chelsea. Angekommen in London, spielte er in seiner ersten Spielzeit für die U18-Mannschaft in der U18 Premier League, absolvierte aber auch Partien für das U21-Team in der Premier League 2 sowie in seiner zweiten Saison auch erstmals in der UEFA Youth League. Im September 2019 war es soweit und im Alter von 17 Jahren debütierte Maatsen beim 7:1-Sieg im Carabao Cup, dem englischen Ligapokal, gegen Grimsby Town für die Profimannschaft in einem Pflichtspiel.
Da ihm keine Spielpraxis in Pflichtspielen der Profimannschaft ermöglicht werden konnte, wurde er innerhalb Londons an den Drittligisten Charlton Athletic verliehen. Maatsen brauchte keine lange Eingewöhnungszeit und erkämpfte sich auf der linken Außenbahn einen Platz in der Stammelf. Er spielte mit seiner Mannschaft um den Aufstieg in die zweitklassige Championship und verpasste mit ihr nur aufgrund der schlechteren Tordifferenz einen Platz, der zur Teilnahme an den Aufstiegs-Play-offs berechtigt hätte. Nachdem Maatsens Leihvertrag in Charlton ausgelaufen war, kehrte dieser zu den „Blues“ zurück. Doch er wurde ein zweites Mal, nun in die Midlands an den Zweitligisten Coventry City, verliehen. Auch dort behauptete sich der Niederländer als Stammspieler auf dem linken Flügel, mal defensiver mal offensiver agierend. Coventry City stand zwischenzeitlich auf einem Platz für die Teilnahme an den Play-off-Spielen um den Premier-League-Aufstieg, belegte allerdings zum Saisonende den 12. Platz. Anschließend verblieb Maatsen weiterhin in der zweiten Liga, dieses Mal ging es für ihn zum Premier-League-Absteiger FC Burnley. In seinem ersten Spiel gelang ihm gegen Huddersfield Town der 1:0-Siegtreffer. Burnley gab ab dem 14. Spieltag die Tabellenführung nicht mehr her und stieg schließlich als Zweitligameister wieder in die Premier League auf. Mitverantwortlich für diesen Erfolg war auch Maatsen mit vier Toren und sechs Vorlagen. Zur Spielzeit 2023/24 kehrte Maatsen zu Chelsea zurück und wurde fest in die von Mauricio Pochettino trainierte erste Mannschaft integriert. Für diese kam er am 13. August 2023 beim 1:1-Unentschieden gegen den FC Liverpool am ersten Spieltag zu seinem Debüt in der höchsten englischen Spielklasse. Dabei konnte sich Maatsen nicht durchsetzen und kam in nur 12 von 20 Partien zum Einsatz, hierbei auch fast immer als Einwechselspieler.
Mitte Januar 2024 erfolgte eine abermalige Leihe, dieses Mal nach Deutschland in die Bundesliga zu Borussia Dortmund. Zuvor verlängerte der Verteidiger seinen Vertrag in London bis zum 30. Juni 2026. Dieser soll eine Ausstiegsklausel, die 40 Mio. Euro betrug, enthalten haben. In Dortmund überzeugte der Niederländer sofort und verdrängte Ramy Bensebaini, nachdem dieser im Hinrundenverlauf durchwachsene Leistungen gezeigt hatte, von dessen Stammplatz. So lag dies beispielsweise an den Stärken des technisch gut ausgebildeten Maatsen im Spielaufbau, welche dem BVB laut Bundesliga.com bessere Möglichkeiten beim Initiieren von Angriffen eröffneten. Auch offensiv leistete Maatsen seinen Beitrag, als er in der Liga vier Scorerpunkte sammelte und in der Champions League einmal selbst traf. Nach dem Einzug der Dortmunder in die Finalrunde als Gruppensieger in der Hinrunde, in der Maatsen noch in England spielte, stand dieser einschließlich des Endspiels in allen Partien über die volle Spielzeit auf dem Feld. Das Finale ging mit 0:2 gegen den Rekordsieger Real Madrid verloren. Bereits vor Saisonende äußerten sich sowohl der Spieler wie auch dessen Vater positiv in Bezug auf einen Verbleib über den Sommer 2024 hinaus.
Allerdings war Aston Villa im Gegensatz zu Borussia Dortmund bereit, die vom FC Chelsea geforderte Ablösesumme zu bezahlen, weshalb Maatsen zur Spielzeit 2024/25 zurück in die Premier League wechselte.

## Laufbahn als Nationalspieler
Maatsen läuft auch für niederländische Nachwuchsnationalmannschaften auf, er vertrat sein Land in den Altersklassen U15–U21. Mit der U17 nahm Maatsen an der EM 2019 in Irland teil und gewann mit seiner Mannschaft den Titel; im Finale gegen Italien, das mit 4:2 endete, schoss er das 3:0. Als Titelträger nahmen die Niederlande an der Weltmeisterschaft 2019 in Brasilien teil und auch dort gehörte der Abwehrmann zum Kader. Bei diesem Turnier erreichten die Niederländer das Halbfinale und wurden letztlich Vierter des Turniers. Vier Jahre später nahm Maatsen mit der U21 der Niederländer an der EM 2023 in Georgien und Rumänien teil, bei diesem Turnier schieden sie nach der Gruppenphase aus.
Nachdem er die Vorbereitung auf die Europameisterschaft 2024 mit der A-Nationalmannschaft absolviert, jedoch nicht für diese gespielt hatte, wurde der Verteidiger mit anderen Spielern vor Bekanntgabe des Turnierkaders aus der Mannschaft gestrichen. Aufgrund der kurzfristigen Ausfälle von Frenkie de Jong und Teun Koopmeiners erhielt Maatsen aber von Bondscoach Ronald Koeman letztendlich noch eine Nachnominierung für die Endrunde.